# Karneval
Karneval (カーニヴァル) est un josei manga de Tōya Mikanagi. Il est prépublié depuis août 2007 dans le magazine Monthly Comic Zero Sum de l'éditeur Ichijinsha, et vingt-huit tomes actuellement sont sortis en décembre 2021. La version française est éditée par Ki-oon depuis octobre 2011 et vingt-sept tomes sont sortis actuellement en décembre 2021.
Une adaptation en série télévisée d'animation de treize épisodes est diffusée entre avril et juin 2013.

## Synopsis
Nai est à la recherche de l'homme qui l'a élevé, disparu sans laisser de traces. Ses seuls indices : de "l'eau rouge " et un bracelet qui marque l'appartenance à la plus puissante organisation d'espionnage du pays, Circus. Projeté dans le monde inconnu, il fait la rencontre de Gareki, un adolescent professionnel dans l'art des explosifs et le vol des riches.
Du jour au lendemain, ils se retrouvent coincés dans une guerre entre Circus et Kafka pour détruire les " Varugas " : l'évolution de l'homme.

## Personnages

### Personnages principaux
Nai (无, Nai)
Jeune garçon à la recherche de Karoku, celui qui l'a élevé. Il est extrêmement naïf mais possède une ouïe exceptionnelle. On apprendra plus tard qu'il est en réalité un "animal" puisque son ADN est identique à celui d'une créature portant le nom "Niji" (arc en ciel en Japonais), d'où ses facultés. Au fil de l'histoire, il s'attache aux membres de Circus et à Gareki.
Gareki (花礫, Gareki)
Gareki est un adolescent de 15 ans. Il a rencontré Nai lors d'un cambriolage. Intéressé par son bracelet, il décide de l'emmener avec lui. Gareki est un voleur, doué dans le domaine des explosifs et sait manier les armes avec agilité. Nai l'influence énormément et lui permet d'être un peu plus doux avec les autres. Gareki, malgré son caractère revêche et froid, se montre extrêmement protecteur envers Nai, et est capable de se lier aux autres.
Il a eu un passé douloureux: âgé de seulement huit ans, ses parents décident de le vendre à un trafiquant d'enfants, possédant un navire avec des marchandises. Il exploitait les enfants sur son bateau, en les faisant travailler durement dans des conditions précaires. Un jour, le bateau fait naufrage, et Gareki s'en sort, miraculeusement, en s'échouant sur une plage. Une jeune femme, Tsubaki, le recueille et l'élève avec son frère Yutaka et sa sœur Tsubame, jumeaux du même âge que Gareki. Un jour, Tsubaki se fait tuer par son compagnon, inconnu de sa famille. Gareki se promet alors de la venger, en tuant à son tour son agresseur. Majeur, il quitte la maison, et subvient aux besoins d'argent du grand-père des jumeaux, en devenant cambrioleur. C'est ainsi qu'un jour, il croisera le chemin de Nai puis de Circus.

### Circus
Circus est une organisation de défense nationale: leur principal objectif est de capturer de dangereux criminels lors de raids-surprises, leur principal ennemi n'est autre que kafka, une organisation qui, grâce à des modifications génétiques, transforme des humains en varuga. Elle organise de temps en temps des spectacles pour rassurer les habitants. Circus poursuit sans relâche les malfaiteurs et œuvre pour le maintien de la paix, mais les actions de l'organisation ne portent-elles pas préjudice à certaines personnes ?
Hirato (平門, Hirato)
Capitaine du deuxième vaisseau de Circus. Il prend Nai et Gareki sous sa protection. Bien que manipulateur, méticuleux et calculateur, il est très protecteur (à sa façon) avec les membres de son vaisseau. Ses armes fétiches sont son chapeau et sa canne.
Yogi (與儀, Yogi)
Fantassin du deuxième vaisseau de Circus. D'un naturel affable et enjoué, il porte un costume de chat pendant les spectacles. Malgré son âge (21 ans), Yogi est immature, ce qui lui vaut des reproches de la part de Gareki. Il aime beaucoup Nai, il le trouve attachant et mignon. Ses armes de prédilection: deux rapières.
Tsukumo (ツクモ, Tsukumo)
Fantassin du deuxième vaisseau de Circus. Jeune fille sérieuse et pondérée. Sa grâce et sa beauté remportent un grand succès lors des spectacles. Elle a peur de ne pas être habile de ses mains.
Iva (イヴァ, Iva)
Fantassin du deuxième vaisseau de Circus. Iva est une vraie chasseuse d'hommes. Elle aime tout ce qui est mignon d'où son attachement pour Tsukumo. Elle donne très facilement des coups aux gens qui  l'énervent ou qui ne font pas ce qu'elle veut. Yogi la considère comme sa grande sœur.

### Kafka
Karoku (嘉禄, Karoku)
D'après Nai, il aurait disparu en ne laissant derrière lui que des traces de sang et un bracelet. Il semble être capable de prendre contact avec Nai par télépathie.

## Manga
La série est prépubliée depuis août 2007 dans le magazine Monthly Comic Zero Sum. Elle est éditée par Ichijinsha au Japon et Ki-oon en version française depuis octobre 2011.
Une série dérivée nommée Karneval Bangaihen (カーニヴァル 番外編) est actuellement prépublié dans Comic Zero Sum Online, le site de manga gratuit en ligne de l'éditeur.

### Liste des volumes
| no | Japonais          | Japonais          | Français          | Français          |
| no | Date de sortie    | ISBN              | Date de sortie    | ISBN              |
| --- | ----------------- | ----------------- | ----------------- | ----------------- |
| 1 | 25 mars 2008      | 978-4-7580-5341-9 | 13 octobre 2011   | 978-2-35592-315-9 |
| Liste des chapitres : Partition 01 Ouverture Partition 02 Avis de recherche Partition 03 Bruit Partition 04 Circus Partition 05 Mouton noir Partition 06 Cache-Cache                 |                   |                   |                   |                   |
| 2 | 25 septembre 2008 | 978-4-7580-5369-3 | 13 octobre 2011   | 978-2-35592-316-6 |
| Liste des chapitres : Partition 07 Larmes Partition 08 Le corps de Nai Partition 09 La tour de recherche Partition 10 La forêt irisée Partition 11 Iva Partition 12 Retour à Karasma |                   |                   |                   |                   |
| 3 | 25 avril 2009     | 978-4-7580-5409-6 | 8 décembre 2011   | 978-2-35592-339-5 |
| 4 | 25 septembre 2009 | 978-4-7580-5444-7 | 9 février 2012    | 978-2-35592-355-5 |
| 5 | 25 mars 2010      | 978-4-7580-5492-8 | 26 avril 2012     | 978-2-35592-377-7 |
| 6 | 25 octobre 2010   | 978-4-7580-5552-9 | 26 juin 2012      | 978-2-35592-407-1 |
| 7 | 25 avril 2011     | 978-4-7580-5588-8 | 23 août 2012      | 978-2-35592-425-5 |
| Le tome 7 (ISBN 978-4-7580-5747-9) est sorti en édition limitée au Japon. |                   |                   |                   |                   |
| 8 | 25 octobre 2011   | 978-4-7580-5655-7 | 25 octobre 2012   | 978-2-35-592453-8 |
| 9 | 25 avril 2012     | 978-4-7580-5698-4 | 13 décembre 2012  | 978-2-35592-475-0 |
| 10 | 25 octobre 2012   | 978-4-7580-5747-9 | 23 mai 2013       | 978-2-35592-533-7 |
| Le tome 10 (ISBN 978-4-7580-5747-9) est sorti en édition limitée au Japon contenant un DVD bonus.                                                                                    |                   |                   |                   |                   |
| 11 | 25 avril 2013     | 978-4-7580-5804-9 | 12 décembre 2013  | 978-2-35592-612-9 |
| Le tome 11 (ISBN 978-4-7580-5804-9) est sorti en édition limitée au Japon. |                   |                   |                   |                   |
| 12 | 25 octobre 2013   | 978-4-7580-5857-5 | 28 mai 2014       | 978-2-35592-678-5 |
| 13 | 25 avril 2014     | 978-4-7580-5905-3 | 13 novembre 2014  | 978-2-35592-744-7 |
| Le tome 13 (ISBN 978-4-7580-5906-0) est sorti en édition limitée au Japon. |                   |                   |                   |                   |
| 14 | 25 octobre 2014   | 978-4-7580-5961-9 | 26 mars 2015      | 978-2-35592-799-7 |
| Le tome 14 (ISBN 978-4-7580-5961-9) est sorti en édition limitée au Japon. |                   |                   |                   |                   |
| 15 | 25 avril 2015     | 978-4-7580-3035-9 | 28 janvier 2016   | 978-2-35592-913-7 |
| Le tome 15 (ISBN 978-4-7580-3036-6) est sorti en édition limitée au Japon. |                   |                   |                   |                   |
| 16 | 24 octobre 2015   | 978-4-7580-3120-2 | 8 décembre 2016   | 978-2-35592-995-3 |
| Le tome 16 (ISBN 978-4-7580-3121-9) est sorti en édition limitée au Japon contenant un CD bonus.                                                                                     |                   |                   |                   |                   |
| 17 | 25 avril 2016     | 978-4-7580-3177-6 | 22 juin 2017      | 979-10-327-0091-4 |
| Le tome 17 (ISBN 978-4-7580-3178-3) est sorti en édition limitée au Japon contenant un CD bonus.                                                                                     |                   |                   |                   |                   |
| 18 | 25 octobre 2016   | 978-4-7580-3233-9 | 7 décembre 2017   | 979-10-327-0160-7 |
| Le tome 18 (ISBN 978-4-7580-3234-6) est sorti en édition limitée au Japon. |                   |                   |                   |                   |
| 19 | 25 avril 2017     | 978-4-7580-3269-8 | 20 septembre 2018 | 979-10-327-0212-3 |
| Le tome 19 (ISBN 978-4-7580-3270-4) est sorti en édition limitée au Japon. |                   |                   |                   |                   |
| 20 | 25 octobre 2017   | 978-4-7580-3316-9 | 6 décembre 2018   | 979-10-327-0316-8 |
| Le tome 20 (ISBN 978-4-7580-3317-6) est sorti en édition limitée au Japon. |                   |                   |                   |                   |
| 21 | 25 avril 2018     | 978-4-7580-3343-5 | 23 mai 2019       | 979-10-327-0418-9 |
| Le tome 21 (ISBN 978-4-7580-3344-2) est sorti en édition limitée au Japon. |                   |                   |                   |                   |
| 22 | 25 octobre 2018   | 978-4-7580-3392-3 | 21 novembre 2019  | 979-10-327-0511-7 |
| Le tome 22 (ISBN 978-4-7580-3393-0) est sorti en édition limitée au Japon. |                   |                   |                   |                   |
| 23 | 25 avril 2019     | 978-4-7580-3426-5 | 18 juin 2020      | 979-10-327-0635-0 |
| Le tome 23 (ISBN 978-4-7580-3427-2) est sorti en édition limitée au Japon. |                   |                   |                   |                   |
| 24 | 25 octobre 2019   | 978-4-7580-3468-5 | 3 décembre 2020   | 979-10-327-0682-4 |
| Le tome 24 (ISBN 978-4-7580-3469-2) est sorti en édition limitée au Japon. |                   |                   |                   |                   |
| 25 | 25 avril 2020     | 978-4-7580-3502-6 | 17 juin 2021      | 979-10-327-0805-7 |
| Le tome 25 (ISBN 978-4-7580-3503-3) est sorti en édition limitée au Japon. |                   |                   |                   |                   |
| 26 | 24 octobre 2020   | 978-4-7580-3552-1 | 21 octobre 2021   | 979-10-327-1019-7 |
| Le tome 26 (ISBN 978-4-7580-3552-1) est sorti en édition limitée au Japon. |                   |                   |                   |                   |
| 27 | 24 avril 2021     | 978-4-7580-3552-1 | 2 décembre 2021   | 979-10-327-1034-0 |
| Le tome 27 (ISBN 978-4-7580-3600-9) est sorti en édition limitée au Japon. |                   |                   |                   |                   |
| 28 | 25 décembre 2021  | 978-4-7580-3687-0 |                   |                   |
| Le tome 28 (ISBN 978-4-7580-3688-7) est sorti en édition limitée au Japon. |                   |                   |                   |                   |

## Anime
Une adaptation en anime est annoncée en avril 2012. C'est le studio Manglobe qui se charge de cette adaptation. La diffusion a débuté le 3 avril 2013 et s'est terminée le 26 juin 2013.
En juillet 2013, une possibilité de seconde saison est évoquée si les ventes des DVD et Blu-ray sont satisfaisantes.

### Liste des épisodes
| No | Titre français                                     | Titre japonais                 | Titre japonais                       | Date de 1re diffusion |
| No | Titre français                                     | Kanji                          | Rōmaji                               | Date de 1re diffusion |
| -- | -------------------------------------------------- | ------------------------------ | ------------------------------------ | --------------------- |
| 1  | Fil Arc-En-Ciel                                    | なないろ導花線                 | Nanairo Shirube Hanasen              | 3 avril 2013          |
| 2  | Chat De Bonne Fortune                              | フォーチュンキャット           | Fōchun Kyatto                        | 10 avril 2013         |
| 3  | Pique-Nique Fantôme                                | 幻ピクニック                   | Maboroshi Pikunikku                  | 17 avril 2013         |
| 4  | Ailes Brisées                                      | 宵待燕                         | Yoima Tsubame                        | 24 avril 2013         |
| 5  | Indication Du Clown                                | ピエロの処方箋                 | Piero no Shohōsen                    | 1er mai 2013          |
| 6  | Ailes De L'aurore                                  | 朝陽の翼                       | Asahi no Tsubasa                     | 8 mai 2013            |
| 7  | «Les Soupirs De La Sirène» Et Les Trois Chevaliers | マーメイドの溜息」と三人の騎士 | Māmeido no Tameki to Sannin no Kishi | 15 mai 2013           |
| 8  | Boîte Argentée                                     | 白銀の匣                       | Shirogane no Kushige                 | 22 mai 2013           |
| 9  | Rose Bleue                                         | 蒼い薔薇                       | Aoi Bara                             | 29 mai 2013           |
| 10 | Les Larmes De L'éleveur De Bêtes                   | 猛獣使の泪                     | Mōjū-shi no Namida                   | 5 juin 2013           |
| 11 | Défilé De La Crème Glacée                          | アイスクリームパレード         | Aisukurīmuparēdo                     | 12 juin 2013          |
| 12 | Promesse De Niji                                   | ニジの約束                     | Niji no Yakusoku                     | 19 juin 2013          |
| 13 | Karneval                                           | カーニヴァル                   | Kānibaru                             | 26 juin 2013          |

## Drama CD
Un drama CD est sorti au Japon le 25 mars 2010.